# Laura Toxværd

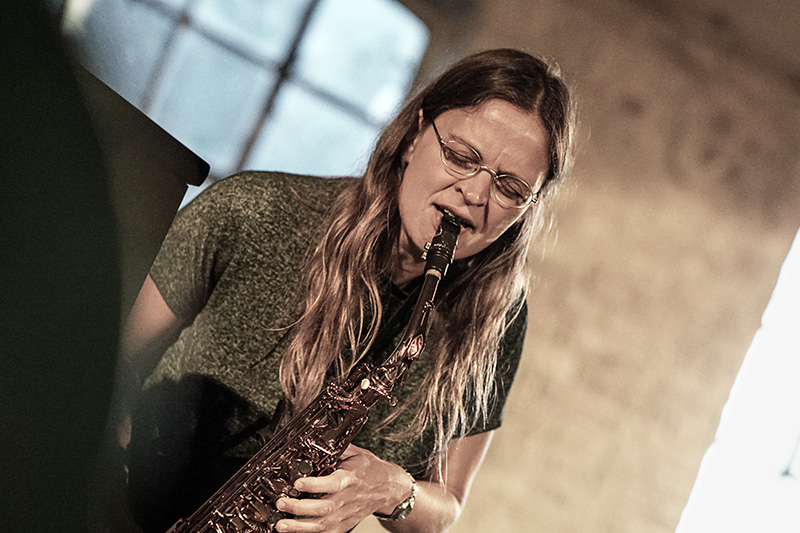
Laura Toxværd (2018)

Laura Toxværd (* 1977) ist eine dänische Jazzmusikerin (Altsaxophon, Klarinette, Komposition).

## Leben und Wirken
Toxværd erhielt ihre musikalische Ausbildung am Rytmisk Musikkonservatorium in Kopenhagen. Sie studierte Saxophon bei Sture Ericson und Komposition bei Lotte Anker. Während ihres Studiums verbrachte sie sechs Monate am Conservatoire Nationale Supérieur in Paris und nahm Unterricht bei Barry Guy, um graphische Notationen zu studieren. Darüber hinaus hat sie einen Master of Arts an der Universität Aarhus erworben und führte dazu eine hermeneutische Studie über die Prozesse im Ensemblespiel durch. Erste Aufnahmen entstanden 2001 mit John Tchicai, P.O. Jørgens, Peter Friis Nielsen und Christian Kyhl (On Top of Your Head); 2004 spielte sie 2004 ein Soloalbum auf dem Label ILK ein (No. 1). Ihre Kompositionen wurden auf Alben mit John Tchicai, Marilyn Mazur, Carsten Dahl und Jacob Anderskov veröffentlicht. Sie trat in den USA, Kanada, Frankreich, den Niederlanden, Belgien, Finnland, Norwegen, Schweden und Dänemark auf.
Beginnend mit On Top of Your Head veröffentlichte Toxværd mehrere Alben mit eigenen Kompositionen sowie Partituren. 2009–2011 hatte sie ein Arbeitsstipendium der Danish Arts Foundation. In den 2010er-Jahren hat sie an den dänischen Musikkonservatorien gelehrt, außerdem war sie Dozentin am Rytmisk Musikkonservatorium in Kopenhagen. 2015/16 arbeitete sie in einem künstlerischen Forschungsprojekt über Composition of graphic and sonic works through the improvisers' co-creation, das vom Ausschuss für künstlerische Forschung des dänischen Kulturministeriums finanziert wurde. Im Bereich des Jazz war sie laut Tom Lord zwischen 2001 und 2019 an zehn Aufnahmesessions beteiligt.
Cormac Larkin (Irish Times) schrieb in der Rezensionen ihres Albums Pladeshop (2016), ihre Musik entstamme „dem dunkleren, abstrakten Ende des zeitgenössischen Jazzspektrums.“

## Diskographische Hinweise
- Jacob Anderskov: Anderskov Accident (2002)
- Do Drugs (ILK, 2009), mit Frederik Thaae, Mikkel Engel Gemzoe
- Laura Toxværd, Jacob Anderskov: Phone Book (LLK, 2012)
- Tidens Strom (ILK, 2019), mit Kalle Moberg, Kristian Tangvik, Kresten Osgood, Maria Laurete Friis
- Drapery (ILK, 2019), mit Gustaf Ljunggren, Peter Friis Nielsen, Marilyn Mazur
- Laura Toxværd, Maria Faust, Jacob Anderskov: Calling – Live from Winter Jazz Copenhagen (Newjaim, 2020)